# Vasad
Vasad község Pest vármegyében, a Monori járásban.

## Fekvése
Vasad község Magyarországon, Pest vármegye középső részén, a Közép-Magyarország Régióban, a Duna–Tisza közi homokhátság északi határán helyezkedik el. Budapest felől, monori leágazással, a 4-es főútról közelíthető meg, a 4605-ös úton (4 km), ugyanez az út köti össze Csévharaszttal (4 km) is.
A futóhomok borította sík felszínt csak néhány helyen teszi változatossá egy-egy homokhalom, melyeket a helyiek rendre „hegyként” aposztrofálnak (Gados-hegy, Templom-hegy, Rózsa-hegy, Pipis halom). Az ősi Duna hordalékaként keletkezett futóhomok talajú község külterületének jelentős részét fenyő-, nyár- és akácerdő borítja, a fák között pedig tanyák sokasága búvik meg. A külterületen élők aránya kifejezetten magasnak mondható, minden ötödik vasadi otthona a falut övező térségben található.

## Története
A 20. században pusztákból községgé szervezett település elnevezésének alapjául a „vas” főnévből származó régi magyar személynév, a Vasad szolgált, melyet 1361-ben említenek először az oklevelek, Wasad formában. A török kor előtt a birtok – melyet már 1440-ben pusztaként emlegettek – a Halomy családé volt, majd Erzsébet királyné – Habsburg Albert özvegye – a Tahi községből származó Botos családnak adományozta, mely Pilis vármegye egyik legnagyobb családja. 1444-ben a király a területet – mivel a Botos család kihalt – Budai György diáknak juttatta.
A török hódoltság ideje alatt a muzulmánok akadálytalanul tudtak berendezkedni a nagy legelőkön. A falu határában sokáig fel lehetett lelni egy oszmán temető nyomait, sőt a hagyomány egy török imahelyről is szól. A martalócok elpusztított, lakatlan területeket hagytak maguk után. A hódoltság utáni első írásos adat 1690-ből származik, s ez a Ráday család birtokaként említi. A 17. század végén egy része Darvas Jánosé volt, majd (házasság révén) a Szilassy családé lett.
A falu igazi története 1756-ban kezdődik, amikor is a Ráday és a Fáy család birtokára telepesek érkeztek a Komárom vármegyei Marcelházáról (ma Szlovákiában van), miután református hitük miatt elüldözték őket. A szájhagyomány szerint, amikor új otthonukat keresték, egy közeli településen is lehetőségük volt a letelepedésre. Este lepihentek, de az éjszakára kipányvázott lovaik visszajöttek Vasadra. Másnap reggel itt találták meg őket, amint az ízesebb füvet legelték. A letelepedni vágyók jó jelnek tekintették ezt, és ezért választották lakóhelyül Vasadot. A szájhagyomány még arról is szól, hogy néhányan jobb területet keresvén elindultak dél felé. Erdélyig jutottak le, majd évek múlva visszatértek családostul és családokat hozva magukkal.
A mai község lakói nagy részének elődei: a Balogh, Édes, Keszeg, Marton, Mészáros, Szabó családok ősei Marcelházáról költöztek ide; a Piróthok Áporkáról, a Nánaiak Lábatlanból jöttek.
A 19. század első felében népesítette be a Ráday és Fáy család, kik birtokszomszédok voltak, és szívesen fogadták a református vallású letelepülni vágyókat. 1837-ben Felső- és Alsó-Vasad-puszta-ként említik, 360 lakossal. Vasad 1848 után Ráday gróf, Wartensleben gróf, a Darvas, a Fáy család és Lipthay család tulajdona.
A haszonbérbe dolgozó földművelő telepes lakosság 1855-1877 között vásárolja meg a házhelyeket és kerteket, földjeiket. A település birtokviszonya ekkor jelentősen megváltozott:
…1855. évi deczember 17-én kisfaludi Liptay Sándor úr (ki gyámja volt a kiskorú Lipthay Alexandrina kisasszonynak) által Vasad falu lakosaival a házhelyek és kertek iránt kötött adásvételi szerződés ügyletét unokahúga kisfaludi Lipthay Alexandrina magáévá tévén, örök áron eladja Vasad község lakosainak, Vasad falu házhelyeit s a lakosság kertjeit magában foglaló, és az ingyen átengedett utczákat és közöket, valamint a szérüskertekből és kertekből álló területet valamint szántóföldet. A templom, iskola, mesteri lak iskolaházhoz tartozó 1175 és 1/2 négyszögölnyi tért eladónő őnagysága a községnek ingyen átengedte. Ugy nem különben ajándékozza a községnek a temetőt is…
„Minthogy pedig a boldogult Lipthay Sándor úr által kötött fennthivatkozott szerződés a gyámhatósági jóváhagyást mindeddig nem nyerte el, Lipthay Alexandrina kisasszony ő nagysága pedig most nagykorúsága elérte után ama szerződést érvényre emeli és saját ígéretét teljesíteni kivánja, ennélfogva jelen szerződés tárgyává fenebb körülirt mindkét terület tétetvén, annak vevők tulajdonába bocsátása tekintetéből a szerződés következő feltételek alatt köttetik: …kötelesek a vevők 1875. évi január 1-től fogva ezen ingatlanra kivetett és ezentúl kivetendő adókat és közterheket viselni”
A 20. század első felében a Halmos-, a Wild- és a Möller-család volt a falu birtokosa. Néhány évig itt élt Hugonnai Vilma, Magyarország első női orvosa, aki Svájcban szerezte diplomáját. A falu a múlt század végétől tiszta magyar nemzetiségű.
1758-ban református elemi iskolát alapítottak, amely 1892-ben költözött különálló épületbe. 1904-ben megépült a református templom, amelyet 1991/1992-ben az állam, valamint külföldi testvérgyülekezetek és a helybeli hívek anyagi támogatásával és áldozatos munkájával felújítottak. (A református többségű faluban a katolikusok Vasadon a katolikus kápolnában, míg az evangélikusok Monoron gyakorolják vallásukat)
A lakosság hagyományosan növénytermesztéssel és kertészettel foglalkozott, mára azonban sokan ingáznak Budapestre (az összes dolgozó mintegy fele), és csak másodállásban „foglalkoznak a földdel”, vagy segítenek a még mindig csak mezőgazdaságból élő öregeknek. A faluban az átlagos birtoknagyság négy hektár, néhány földművelő azonban nagyobb területen (50-80 hektár) gazdálkodik. A Vasadon termelt burgonyát, répát, kisdinnyét, káposztát a budapesti piacokon ma is könnyű értékesíteni. Ennek megfelelően a falu mindig jómódúnak számított, a lakosság relatíve magas életszínvonala pedig a rendszerváltás után is megmaradt.

## Közélete

### Polgármesterei
- 1990–1994: Magda Gyula (független)[3]
- 1994–1998: Magda Gyula (független)[4]
- 1998–2002: Magda Gyula (független)[5]
- 2002–2006: Mészáros Éva (független)[6]
- 2006–2010: Mészáros Éva (független)[7]
- 2010–2014: Marton József Zoltán (független)[8]
- 2014–2019: Marton József Zoltán (Fidesz-KDNP)[9]
- 2019–2024: Marton József Zoltán (Fidesz-KDNP)[10]
- 2024– : Marton József Zoltán (Fidesz-KDNP)[1]

A rendszerváltás előtt, 1973 és 1989 között a település a szomszédos községgel, Csévharaszttal együtt alkotott közös tanácsot, melynek székhelye Vasadon volt. A közös tanács elnöke 1980-tól Magda Gyula volt.

## Népesség
A település népességének változása:
| Lakosok száma | 1889 | 1878 | 1967 | 1919 | 2039 | 1989 | 1993 |
|               | 2013 | 2014 | 2018 | 2021 | 2022 | 2023 | 2024 |

A 2011-es népszámlálás során a lakosok 92,1%-a magyarnak, 0,8% cigánynak, 1,3% németnek, 0,9% románnak mondta magát (7,8% nem nyilatkozott; a kettős identitások miatt a végösszeg nagyobb lehet 100%-nál). A vallási megoszlás a következő volt: római katolikus 17,3%, református 36,7%, evangélikus 2,5%, görögkatolikus 0,7%, felekezeten kívüli 21,4% (20,1% nem nyilatkozott).
2022-ben a lakosság 87,4%-a vallotta magát magyarnak, 1,1% németnek, 0,3% románnak, 0,2% cigánynak, 0,1-0,1% bolgárnak, szerbnek, lengyelnek és ukránnak, 3,7% egyéb, nem hazai nemzetiségűnek (11,4% nem nyilatkozott; a kettős identitások miatt a végösszeg nagyobb lehet 100%-nál). Vallásuk szerint 30,1% volt református, 12% római katolikus, 1,4% evangélikus, 0,6% görög katolikus, 1,3% egyéb keresztény, 2% egyéb katolikus, 15,4% felekezeten kívüli (37,1% nem válaszolt).

## Nevezetességei
- Református templom
- Első és második világháborús hősi emlékmű. A református templom mellett található. Az emlékművet a falu lakosainak összefogásával újították fel 1988-ban.
- Szemző kastély: történelmi jellegű épület. 2004-ig itt működött a Pest megyei diákotthon és általános iskola.
- Möller kúria
- Katolikus kápolna
- Székely kapu és a kopjafa a Millenniumi Parkkal
- Egykori Szilassy Iskola
- Vasad község alapítóinak emlékműve
- Repülőirányító
- Egykori katolikus templom romjai

## Külső hivatkozások
- Vasad hivatalos weboldala
- Református templom
- Közösségi és hírportál - Vasad